# Milij Balakirev

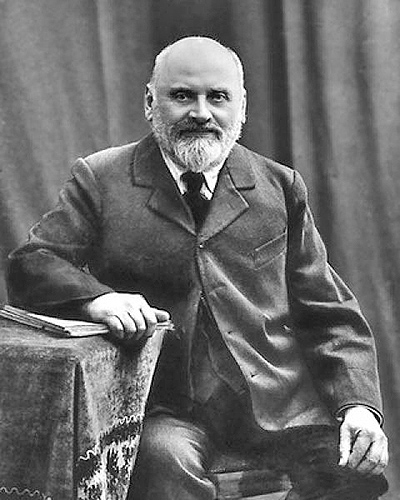
Milij Balakirev

Milij Aleksejevitj Balakirev (ryska:Ми́лий Алексе́евич Бала́кирев), född 2 januari 1837 i Nizjnij Novgorod, död 29 maj 1910 i Sankt Petersburg, var en rysk kompositör och dirigent.

## Biografi
Balakirev studerade från början matematik i Kazan, men uppträdde som ung pianovirtuos. I Sankt Petersburg blev han Glinkas skyddsling och denne betraktade honom som potentiell efterföljare till honom själv. 
År 1862 grundade Balakirev en gratis musikskola i Sankt Petersburg, där man propagerade för nationell musik och arrangerade orkesterkonserter. Han efterträdde Anton Rubinstein och var dirigent för Ryska musiksällskapets orkester 1867 till 1869. Han var även dirigent för Hovsångarkapellet 1883-1895.

## Utmärkelser
Asteroiden 6777 Balakirev är uppkallad efter honom.

## Musik

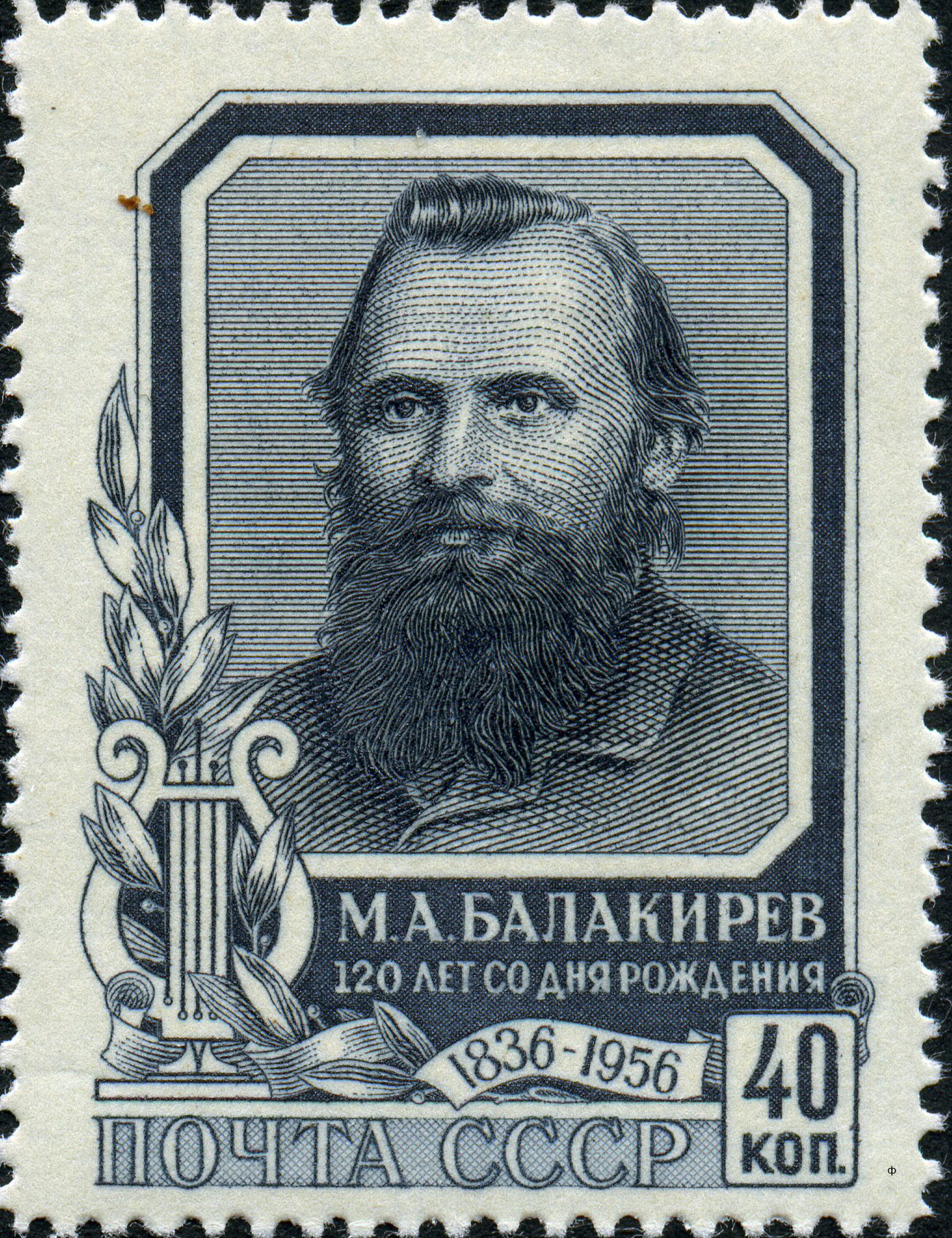
Balakirov hedrad på sovjetiskt frimärke

Balakirev var en av De fem i den "nyryska skolan". Kompositionerna är en syntes av Michail Glinkas och Aleksandr Dargomyzjskijs ryska nationalism och västlig romantik. Förutom ryska folkvisor bearbetade Balakirev även delar från västslavisk, orientalisk och spansk folkmusik. Mest känd är han för pianostycket Islamej och Symfoni nr 2. En samling med 40 ryska folkvisor, utgiven 1866, kom att bli betydelsefull. 

## Verklista
- Orkesterverk:
  - Symfoni nr 1 C-dur (1864-66, 1893-97)
  - Symfoni nr 2 d-moll (1900-08)
  - Suite h-moll (1902-08, fullbordad av Sergej Ljapunov)
  - Tamara, symfonisk dikt (1867-82)
  - Pianokonsert nr 1 fiss-moll op.1 (1855/56)
  - Pianokonsert nr 2 Ess-dur (1861/62, 1909/10, fullbordad av Sergej Ljapunov)
  - Stor fantasi över ryska folksånger Dess-dur op.4, piano och orkester (1852)
- Vokalmusik:
  - Kantate zur Enthüllung des Glinka-Denkmals in Petersburg för sopran, kör och orkester(1902-04)
  - Körverk
  - Solosånger
  - Folksångsbearbetningar
- Pianoverk och kammarmusik:
  - Pianosonat b-moll op.5 (1855/56)
  - Pianosonat b-moll (1900-05)
  - Islamej - orientalisk fantasi (1869, reviderad 1902)
  - 7 Mazurkor
  - 7 Valser
  - Nocturner, Scherzi och andra stycken
  - Oktett för flöjt, oboe, valthorn, stråkkvartett och piano c-moll op.3 (1850-56)
  - Romans E-dur för cello och piano (1856)

## Diskografi i urval
- Islamej för piano. Juius Katchen. (1900-talets stora pianister). PHILIPS 456 856-2[10]